# Ruehleia bedheimensis
Ruehleia bedheimensis es la única especie conocida del género extinto Ruehleia (“lagarto de Ruehle”) de dinosaurios sauropodomorfo plateosáurido, que vivió a finales del período Triásico, hace aproximadamente 218 y 211 millones de años, en el Noriense, en lo que es hoy Europa. Ruehleia fue un prosaurópodo de tamaño medio que se estima que llegó a medir 8 metros de largo y 3 de alto, y aunque debió desplazarse en dos patas tomaba la posición cuadrúpeda al alimentarse.
Fue encontrado en Knollenmergel, parte de la Formación Trossingen, cerca de Romhild a 20 kilómetros de Schleusingen, al suroeste de Hidburghausen, Turingia del sur, Alemania. Descrito por Galton en 2001, nombró al género en honor al famoso paleontólogo del siglo XIX, Hugo Ruehle von Lilienstern. Conocido a partir de un esqueleto razonablemente completo que consiste de las vértebras cervicales 4-10, las dorsales 1-14, un sacro parcial, cerca de 20 vértebras caudales, una escápula-coracoides derecha, ambos húmeros, radio y ulna derechos, ambas manos incompletas, los dos lados de las caderas, fémur, tibia y astrágalo derechos.

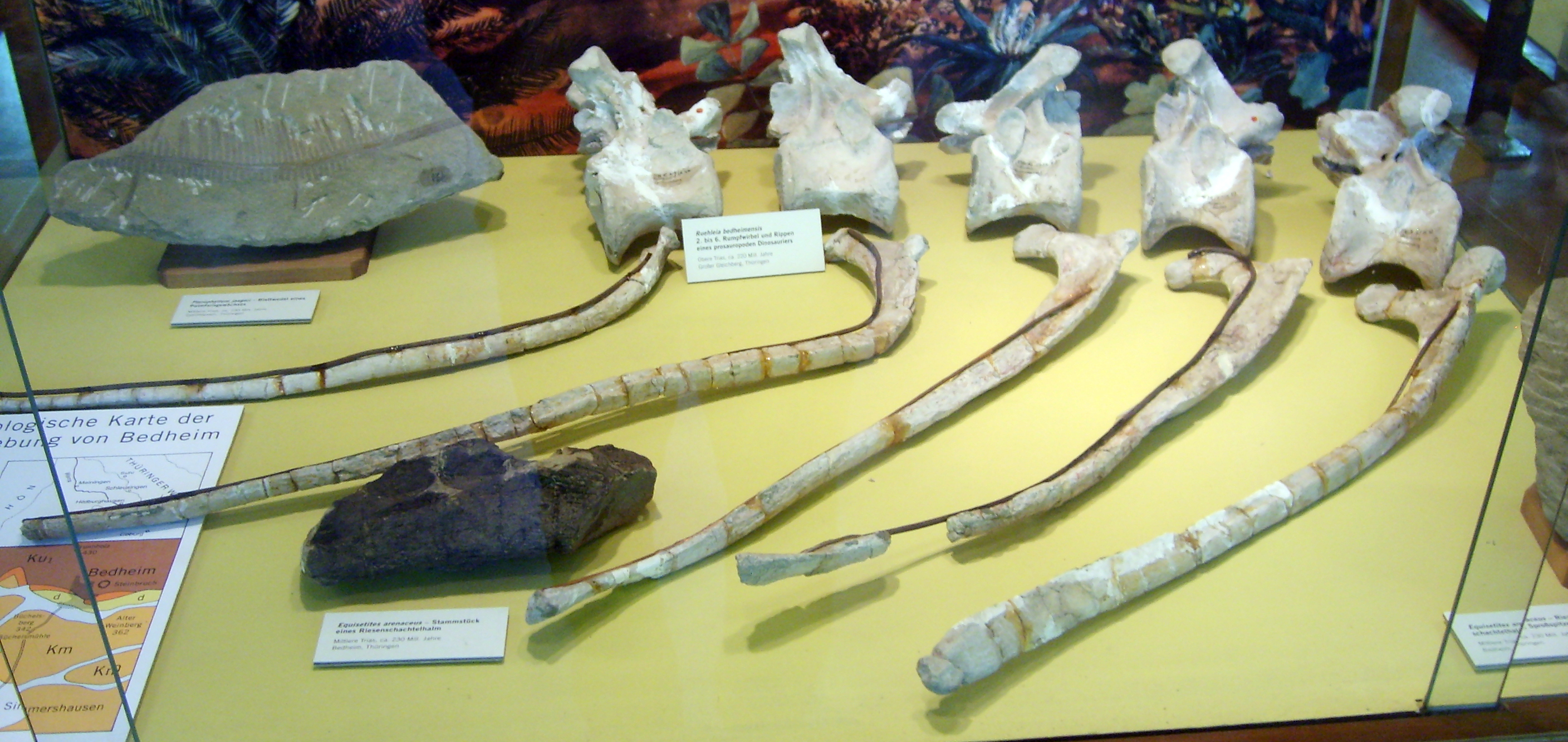
Vértebras y costillas, Museo Naturkunde, Berlín

Ruehleia es considerado dentro de la familia Plateosauridae debido a los siguientes caracteres: sacro de tres vértebras incluida la dorso-sacral, pedúnculo púbico del ilion muy largo y con un corto proceso anterior, extremo proximal del pubis con una gran cara articular para el ilion, y una parte acetábular muy corta, solo la mitad de la superficie articular del ilion y manos con tres largos carpales con complicadas superficies articulares.